# العملاق المدفون (رواية)
العملاق المدفون رواية للكاتب البريطاني الحائز على جائزة نوبل كازوو إيشيغورو، نشرت عام 2015، عن دار نشر فيبر آند فيبر.
تتبع الرواية زوجين بريطانيين مسنين، أكسل وبياتريس، يعيشان في إنجلترا خيالية بعد عهد الملك آرثر، حيث يعاني الجميع من فقدان الذاكرة طويلة الأمد. لدى الزوجين ذكريات غامضة عن ابنهما، فيقرران القيام برحلة إلى قرية مجاورة للبحث عنه.
رُشحت الرواية لجائزة "الفانتازيا العالمية" لأفضل رواية عام 2016، وجائزة "ميثوبيك للأدب الموجّه للبالغين"، كما احتلت المرتبة السادسة في جائزة "لوكَس" لأفضل رواية فانتازيا في العام نفسه.

## ملخص الرواية
بعد وفاة الملك آرثر، يسود السلام بين الساكسونيين والبريطونيين. ويعاني الجميع، بمن فيهم الزوجان المسنان أكسل وبياتريس، من فقدان جزئي وانتقائي للذاكرة يُعرف لديهم باسم "الضباب". وعلى الرغم من ضعف ذاكرتهم، يشعران يقينًا بأنهما كانا يملكان ابنًا في السابق، فيقرران القيام برحلة إلى قرية تبعد عدة أيام سيرًا على الأقدام للبحث عنه.
خلال رحلتهما، يمكثان في قرية ساكسونية يتبين أن اثنين من الغيلان قد خطفا منها صبيًا يُدعى إدوين. يقوم محارب ساكسوني زائر يُدعى ويستان بقتل الغيلان وإنقاذ الصبي، الذي يُكتشف أن لديه جرحًا يُعتقد أنه ناجم عن عضة غول. يدفع هذا الاعتقاد القرويين الخرافيين لمحاولة قتل الصبي، لكن ويستان يتدخل وينقذه، ثم ينضم إلى أكسل وبياتريس في رحلتهم، آملًا في إيصال إدوين إلى قرية الابن المفقود.
يتوجه المسافرون إلى دير لطلب مشورة الراهب الحكيم يونس بشأن الألم الذي تعاني منه بياتريس في جانبها. هناك يلتقون بالفارس المُسن السير غاوين، ابن أخت الملك آرثر، والذي أُوكلت إليه قبل عقود مهمة قتل التنين الأنثى كويريغ، لكنه لم ينجح في ذلك قط.
يكشف ويستان أن الملك الساكسوني أرسله لقتل كويريغ، خوفًا من أن يستخدمها اللورد برينوس، ملك البريطونيين، كسلاح لقتل الساكسونيين. يُستقبل المسافرون بترحاب في الدير، لكن الراهب يونس يُخبرهم بأن معظم الرهبان فاسدون. وكان السير غاوين قد تحدث مع رئيس الدير معتقدًا أنه سيحميهم، لكن الأخير يُبلغ اللورد برينوس، الذي يُرسل جنودًا لاغتيالهم.
بوصفه محاربًا متمرسًا، يدرك ويستان أن الدير كان في الأصل حصنًا، فيستغل تصميمه الدفاعي ليتصدى للجنود ويقضي عليهم.
ينطلق السير غاوين بمفرده، ويتذكر كيف أمر الملك آرثر قبل سنوات بإبادة العديد من القرى الساكسونية. وقد كانت تلك المجازر خيانةً للمعاهدات السلمية التي سبق أن تفاوض عليها أكسل نفسه، حين كان مبعوثًا للملك آرثر (وهو الآن لا يتذكّر ذلك بسبب الضباب). كما أن آرثر أمر بجلب التنين الأنثى كويريغ إلى العرين الذي تعيش فيه حاليًا، وبإلقاء تعويذة تجعل من نَفَسها ضبابًا يُسبّب النسيان، لكي ينسى الساكسونيون تلك المجازر.
ينفصل أكسل وبياتريس عن ويستان وإدوين، ويواصلان رحلتهما بمفردهما. تُقنعهما فتاة بأخذ عنزة مسمومة إلى عرين كويريغ. ينضم إليهما السير غاوين ويقودهما إلى الطريق.
في هذه الأثناء، يسمع إدوين، المسافر مع ويستان، صوتًا يعتقد أنه صوت أمه المفقودة، تناديه. يدرك ويستان أن الجرح الذي يحمله الصبي سبّبه تنين صغير، وأن إدوين يمكن أن يقوده إلى مكان كويريغ. ومع اقترابهما من العرين، يدخل إدوين في حالة من الهياج والجنون، ما يضطر ويستان إلى تقييده.
يكشف السير غاوين أن مهمّته لم تكن قتل التنين كويريغ، بل حمايتها، وذلك للحفاظ على "الضباب" الذي يمحو الذكريات، ويمنع الناس من تذكّر المجازر التي وقعت في الماضي. يتحدّاه ويستان في مبارزة ويقتله، ثم يتوجه لقتل كويريغ. وبموتها، يزول الجنون عن إدوين، ويتبدّد الضباب، وتعود الذكريات إلى الناس.
يُدرك ويستان أن ما فعله سيؤدي إلى عودة العداوات القديمة بين الساكسونيين والبريطونيين، ويُعلّق قائلاً: "العملاق، المدفون جيدًا، بدأ يتحرّك". أي أن الحرب الجديدة باتت وشيكة.
أما أكسل وبياتريس، فيتذكران أخيرًا أن ابنهما مات قبل سنوات طويلة بسبب الطاعون. يلتقيان بمُجذّف يعرض عليهما أن ينقلهما إلى جزيرة يمكنهما فيها أن يكونا بالقرب من ابنهما إلى الأبد. يوضح المجذّف أن الأزواج المتزوجين يُجبرون عادة على العيش في الجزيرة منفصلين، إلا في حالات نادرة يُسمح فيها لمن يجمعهم حب عميق بالبقاء معًا.
يُخبرهم المجذّف بأنهم مؤهّلون للبقاء معًا، لكن حين يحين وقت العبور، تعلو الأمواج، ويقول إنه لا يستطيع نقل أكثر من شخص واحد في كل مرة. يشك أكسل في نواياه، ويخشى أن يُفرّق بينهما إلى الأبد، لكن بياتريس تُصدّقه وتطلب من أكسل أن ينتظر على الشاطئ حتى تُنقل أولًا. يوافق أكسل على مضض، ويبتعد دون أن يُوجّه كلمة إلى المُجذّف.

## خلفية الرواية
استغرق تأليف رواية العملاق المدفون عشر سنوات، أي أكثر مما كان يتوقعه الكاتب البريطاني كازو إيشيغورو. ففي حديث له خلال مهرجان شلتنهام الأدبي عام 2014، روى أن زوجته، لورنا ماكدوغال، رفضت مسودة مبكرة من الرواية قائلة: "هذا لا يصلح.... لا يمكنك الاستمرار بهذا الشكل، عليك أن تبدأ من جديد تمامًا." وأضاف إيشيغورو أنه تفاجأ بتعليقها في ذلك الوقت، لأنه كان راضيًا عن تقدّمه في الكتاب.
نتيجة لذلك، قام بوضع الرواية جانبًا وكتب بدلًا منها مجموعة قصص قصيرة نُشرت عام 2009. ولم يعد إلى رواية العملاق المدفون إلا بعد ست سنوات، حيث اتّبع نصيحة زوجته وبدأ الرواية من الصفر، معيدًا بناءها بالكامل.

استمد إيشيغورو إلهامه من العصور المظلمة في بريطانيا، وأوضح في مقابلة مع صحيفة نيويورك تايمز أنه كان يرغب في الكتابة عن الذاكرة الجمعية، وعن كيفية تعامل المجتمعات المحاربة مع الأحداث الصادمة من خلال النسيان. وقد استبعد استخدام سياقات تاريخية حديثة لأنّها ستكون واقعية أكثر من اللازم وقد تُفسَّر بشكل حرفي. فاختار العصور المظلمة لأنها تمثل فترة غامضة في التاريخ البريطاني، وقال:
 "تلك النسخة القاحلة والغريبة من إنجلترا، من دون حضارة... قد تكون مثيرة للاهتمام."
بدأ إيشيغورو بالبحث عن الحياة في بريطانيا خلال تلك الحقبة، ووجد – على حد تعبيره – أنه "لمن دواعي سروري... لا أحد يعرف حقًا ما الذي كان يحدث. إنها فترة فارغة في التاريخ البريطاني." وهكذا ملأ الفراغات بنفسه، وخلق عالمًا خياليًا للرواية.

أما عنوان الرواية، فقد استعان فيه بزوجته أيضًا، وبعد محاولات عدة وأفكار مرفوضة، وجداه في نهاية نص الرواية. وقد شرح إيشيغورو فكرته بقوله: 
"العملاق المدفون جيدًا بدأ يتحرّك. وعندما يستيقظ، ستكون هناك فوضى."